# Everybody Can Do!
「Everybody Can Do!」（エブリバディ・キャン・ドゥ）は、日本のロックバンド、TOKIOの10作目のシングルである。

## 収録曲
1. Everybody Can Do!
作詞：山本成美、作曲・編曲：秋元直也
  - フジテレビ系アニメ『こちら葛飾区亀有公園前派出所』オープニングテーマ
2. SPICY GIRL
作詞：山本成美、作曲・編曲：斉藤英夫
長瀬、国分ボーカル曲
3. Everybody Can Do!（ORIGINAL KARAOKE）

## カバー
日本コロムビアから発売された『こどものうた』シリーズでは児玉国弘が「Everybody Can Do!」をカバーしている。
| テレビアニメ『こちら葛飾区亀有公園前派出所』オープニングテーマ 1996年10月27日 - 1997年4月27日 |                             |                                     |
| 前作: 女王様 「渚の女王様」                                                                   | TOKIO 「Everybody Can Do!」 | 次作: 堂島孝平 「葛飾ラプソディー」 |